# Burr Steers
Burr Gore Steers (Washington, 1965. október 8. –) amerikai filmrendező, forgatókönyvíró és színész. Gore Vidal unokaöccse.
Rendezései közé tartozik a Minden jöhet (2002), a Megint 17 (2009), a Charlie St. Cloud halála és élete (2010), valamint a Büszkeség és balítélet meg a zombik (2016).

## Fiatalkora és családja
1965. október 8-án született Washingtonban. Édesapja, Newton Ivan Steers, Jr. (1917-1993) üzletember és politikus volt, aki rövid ideig Maryland republikánus kongresszusi képviselőjeként dolgozott. Édesanyja, Nina Gore Auchincloss (született 1937-ben) révén Hugh D. Auchincloss bróker és ügyvéd (Louis Auchincloss unokatestvére) unokája, Nina emellett Jacqueline Kennedy Onassis mostohahúga és Gore Vidal író fiatalabbik féltestvére. Steers az Egyesült Államok harmadik alelnökének, Aaron Burrnak is rokona. Ükapja, Thomas Gore 1907-től 1921-ig, majd 1931-től 1937-ig Oklahoma első demokrata szenátora volt, míg ük-ükapja, Oliver Burr Jennings a Standard Oil egyik megalapítója. Keresztapja a korábbi virginiai szenátor, John Warner.
Testvére, Hugh Auchincloss Steers (1963-1995) amerikai figuratív festő, akinek későbbi munkái gyakran az AIDS témáját dolgozták fel. Van még egy testvére, Ivan Steers és öt mostohatestvére édesanyja második, Michael Whitney Straight szerkesztővel kötött házasságából.
A marylandi Bethesdában és a washingtoni Georgetownban nőtt fel, ahol a St. Albans Schoolba járt. Eltanácsolták a Hotchkiss School és a Culver Military Academy intézményekből is. Végül letette a GED-vizsgát és a New York Egyetemre ment továbbtanulni.

## Filmográfia

### Film
Színész
| Év   | Magyar cím            | Eredeti cím            | Szerep                       | Magyar hang | Ref.   |
| ---- | --------------------- | ---------------------- | ---------------------------- | ----------- | ------ |
| 1989 |                       | Intruder               | Bub                          |             | [ 14 ] |
| 1992 | Kutyaszorítóban       | Reservoir Dogs         | hang a háttérben (csak hang) |             | [ 15 ] |
| 1993 | Csupaszon New Yorkban | Naked in New York      | Shipley                      |             | [ 16 ] |
| 1994 | Ponyvaregény          | Pulp Fiction           | Roger                        | Bozsó Péter | [ 15 ] |
| 1998 |                       | Fix                    | Mitch                        |             | [ 17 ] |
| 1998 | A diszkó végnapjai    | The Last Days of Disco | Van                          | Seder Gábor | [ 15 ] |

Filmrendező és forgatókönyvíró
| Év   | Magyar cím                                  | Eredeti cím                              | Feladatkör | Feladatkör | Megjegyzések                    | Ref.   |
| Év   | Magyar cím                                  | Eredeti cím                              | Rendező    | Író        | Megjegyzések                    | Ref.   |
| ---- | ------------------------------------------- | ---------------------------------------- | ---------- | ---------- | ------------------------------- | ------ |
| 2002 | Minden jöhet                                | Igby Goes Down                           | Igen       | Igen       |                                 | [ 6 ]  |
| 2003 | Hogyan veszítsünk el egy pasit 10 nap alatt | How to Lose a Guy in 10 Days             | Nem        | Igen       |                                 | [ 18 ] |
| 2009 | Megint 17                                   | 17 Again                                 | Igen       | Nem        |                                 | [ 19 ] |
| 2010 | Charlie St. Cloud halála és élete           | Charlie St. Cloud                        | Igen       | Nem        |                                 | [ 19 ] |
| 2013 |                                             | Gore Vidal: The United States of Amnesia | Nem        | Nem        | - dokumentumfilm - filmproducer | [ 20 ] |
| 2016 | Büszkeség és balítélet meg a zombik         | Pride and Prejudice and Zombies          | Igen       | Igen       |                                 | [ 21 ] |

### Televízió
| Év   | Magyar cím          | Eredeti cím                        | Szerep            | Megjegyzések                 | Ref.   |
| ---- | ------------------- | ---------------------------------- | ----------------- | ---------------------------- | ------ |
| 1989 |                     | Billy the Kid                      | Billy csatlósa    | tévéfilm                     | [ 22 ] |
| 1990 |                     | The New Adam-12                    | Paul              | 1 epizód                     | [ 23 ] |
| 1990 |                     | Room for Romance                   | ismeretlen szerep | 1 epizód                     |        |
| 1993 | Drága testek        | Silk Stalkings                     | Jason Lyons       | 1 epizód                     |        |
| 2005 | L                   | The L Word                         | nem szerepel      | rendező (1 epizód)           | [ 24 ] |
| 2005 | Nancy ül a fűben    | Weeds                              | nem szerepel      | rendező (1 epizód)           | [ 15 ] |
| 2007 | Hármastársak        | Big Love                           | nem szerepel      | rendező (1 epizód)           | [ 15 ] |
| 2012 | Egy rém fura család | The New Normal                     | nem szerepel      | rendező (1 epizód)           | [ 15 ] |
| 2018 |                     | Elemental: Hydrogen Vs. Hindenburg | nem szerepel      | televíziós sorozat (rendező) | [ 25 ] |
| 2021 |                     | Chapelwaite                        | nem szerepel      | rendező (2 epizód)           | [ 25 ] |

## Fordítás
- Ez a szócikk részben vagy egészben  a   Burr Steers című angol Wikipédia-szócikk ezen változatának fordításán alapul.  Az eredeti cikk szerkesztőit annak laptörténete sorolja fel. Ez a jelzés csupán a megfogalmazás eredetét és a szerzői jogokat jelzi, nem szolgál a cikkben szereplő információk forrásmegjelöléseként.